# Steve Belford
Steve Belford, nació el 13 de octubre de 1980 en Milton, Ontario, Canadá. Este actor canadiense es conocido por su rol de Colin Wagner en Paradise Falls, Jesse Stefanovic en "Degrassi: The Next Generation" y actualmente de Clark en Too Late to Say Goodbye . Además, recientemente participó del primer episodio de la serie The Vampire Diaries y de 5 episodios de G-Spot.

## Filmografía
- Too Late to Say Goodbye (2009) (TV) .... Clark

- "The Vampire Diaries" .... Darren Malloy (1 episodio, 2009)

- "G-Spot" .... Jake Jakes (5 episodios, 2009)

- "The Listener" .... Jordan Shanks (1 episodio, 2009)

- "Paradise Falls" .... Colin Wagner (26 episodios, 2008)

- "Degrassi: The Next Generation" .... Jesse Stefanovic (13 episodios, 2006-2008)

- "Runaway" .... Chase (1 episodio, 2008)

- "M.V.P." .... Eddie / ... (2 episodios, 2008)

- "11 Cameras" (2006) TV series .... Brian

- "Radio Free Roscoe" .... River Pierce (14 episodios, 2004-2005)

- "Show Me Yours" .... Eric (1 episodio, 2005)

- "Sue Thomas: F.B.Eye" .... First President (1 episodio, 2005)

- "Wild Card" .... Sean (1 episodio, 2003)

- "Queer as Folk" .... Go-Go Boy (1 episodio, 2002)